# مطبخ أمريكي

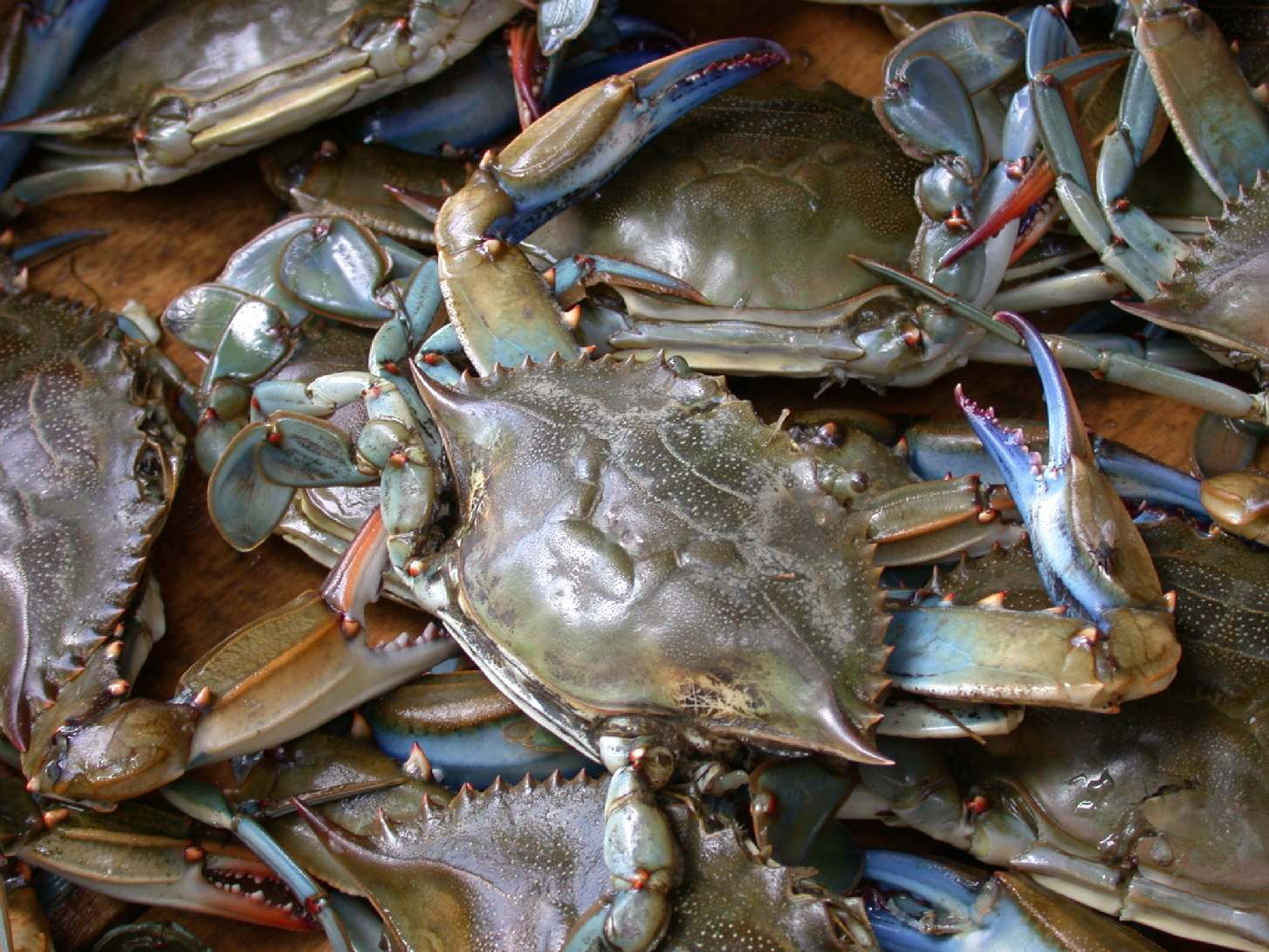
سلطعون أزرق

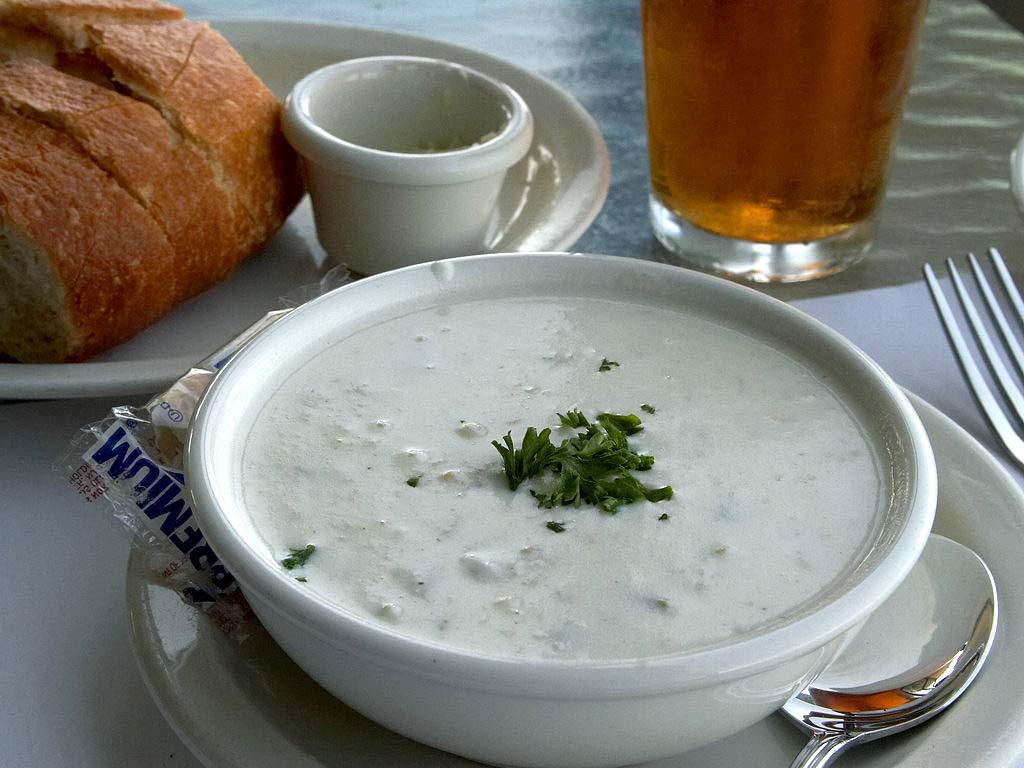
حساء البطلينوس، إنجلترا الجديدة

المطبخ الأمريكي، هي الأكلات التي اخذتها الولايات المتحدة الأمريكية من الاستعمار الأوروبي. الهجرة من كل أنحاء العالم ساهمت في تنوع المطبخ الأمريكي.
تتشابه فنون الطهي الأمريكية مع البلدان الغربية. يعد القمح من الحبوب الأساسية. يستخدم المطبخ الأمريكي التقليدي مكونات محلية مثل الديك الرومي والغزال والبطاطس والبطاطس الحلوة والذرة والقرع وشراب القيقب، وهي المواد الغذائية التي استخدمها الهنود الحمر والمستوطنون الأوروبيون الأوائل. يعد لحم الخنزير المطهي ببطء ولحم البقر المشوي وكعكة سرطان البحر ورقائق البطاطس وكعك رقائق الشوكولاتة من الأكلات الأمريكية المميزة. يشتهر غذاء الروح الذي أدخله العبيد الأفارقة في مختلف أنحاء الجنوب وبين كثير من الأمريكيين الأفريقيين. كما يعد المطبخ المختلط مثل المطبخ الكريولي في لويزيانا وكاجون وتكس - مكس ذو أهمية إقليمية.
اشتقت الأطباق المميزة مثل فطيرة التفاح والدجاج المقلي والبيتزا والهمبرغر والنقانق من وصفات مختلفة خاصة بالمهاجرين. بالإضافة إلى ما يسمى بالبطاطس المقلية والأطباق المكسيكية مثل البوريتو والتاكو وأطباق المعكرونة المأخوذة من مصادر إيطالية. يفضل الأمريكيون عموماً القهوة على الشاي. بينما يعد عصير البرتقال والحليب في كل مكان كمشروب الإفطار.
تعد صناعة الوجبات السريعة الأمريكية الأكبر في العالم حيث أدخلت خدمة الوجبات للسائقين (درايف ثرو) في ثلاثينيات القرن الماضي. يثير استهلاك الوجبات السريعة في البلاد مخاوف صحية، حيث ارتفعت نسبة استهلاك السعرات الحرارية عند الأمريكيين خلال الثمانينيات والتسعينيات بنسبة 24%، وذلك بسبب كثرة تناول الوجبات السريعة وهو ما يرتبط بما يسميه مسؤولو الصحة الأمريكية "وباء السمنة". بالإضافة إلى أن المشروبات الغازية المحلاة تمتلك شعبية كبيرة؛ حيث تمثل تلك المشروبات 9% من مدخول السعرات الحرارية لدى الأمريكيين.